# Lesburn Brown
Lesburn Brown, detto Les (28 gennaio 1949 – 31 ottobre 2018), è stato un crickettista e calciatore giamaicano, di ruolo difensore.

## Biografia
Suo fratello era Carl, anch'egli calciatore dei Boys' Town e della nazionale giamaicana.

## Carriera

### Calcio

#### Caratteristiche tecniche
Brown era un giocatore agile, dotato fisicamente, e pur essendo molto basso era in grado sovrastare giocatori molto più alti di lui; inoltre era molto combattivo, con un gioco privo di fronzoli e dotato di un'ottima lettura della partita.

#### Club
Formatosi nel Vere Technical, passa poi al Santos.
Nel 1968 si trasferisce nel Massachusetts per venire ingaggiato dagli statunitensi del Boston Beacons, con cui disputa la prima edizione della North American Soccer League. Brown con i Beacons chiuse la stagione al quinto ed ultimo posto della Atlantic Division.
Terminata l'esperienza nella NASL torna in patria per giocare nei Boys' Town.

### Nazionale
Brown ha giocato quattro incontri con la nazionale di calcio della Giamaica durante le qualificazioni ai mondiali 1970, conclusesi al terzo ed ultimo posto del girone finale del gruppo CONCACAF.

#### Cronologia presenze e reti in Nazionale
| Cronologia completa delle presenze e delle reti in nazionale ― Giamaica | Cronologia completa delle presenze e delle reti in nazionale ― Giamaica | Cronologia completa delle presenze e delle reti in nazionale ― Giamaica | Cronologia completa delle presenze e delle reti in nazionale ― Giamaica | Cronologia completa delle presenze e delle reti in nazionale ― Giamaica | Cronologia completa delle presenze e delle reti in nazionale ― Giamaica | Cronologia completa delle presenze e delle reti in nazionale ― Giamaica | Cronologia completa delle presenze e delle reti in nazionale ― Giamaica |
| Data                                                                    | Città                                                                   | In casa                                                                 | Risultato                                                               | Ospiti                                                                  | Competizione                                                            | Reti                                                                    | Note                                                                    |
| ----------------------------------------------------------------------- | ----------------------------------------------------------------------- | ----------------------------------------------------------------------- | ----------------------------------------------------------------------- | ----------------------------------------------------------------------- | ----------------------------------------------------------------------- | ----------------------------------------------------------------------- | ----------------------------------------------------------------------- |
| 27-11-1968                                                              | San José                                                                | Costa Rica                                                              | 3 – 0                                                                   | Giamaica                                                                | Qual. Mondiali 1970                                                     | -                                                                       |                                                                         |
| 1°-12-1968                                                              | San José                                                                | Costa Rica                                                              | 3 – 1                                                                   | Giamaica                                                                | Qual. Mondiali 1970                                                     | -                                                                       |                                                                         |
| 5-12-1968                                                               | Tegucigalpa                                                             | Honduras                                                                | 3 – 1                                                                   | Giamaica                                                                | Qual. Mondiali 1970                                                     | -                                                                       |                                                                         |
| 8-12-1968                                                               | Tegucigalpa                                                             | Honduras                                                                | 2 – 0                                                                   | Giamaica                                                                | Qual. Mondiali 1970                                                     | -                                                                       |                                                                         |
| Totale                                                                  |                                                                         | Presenze                                                                | 4                                                                       |                                                                         | Reti                                                                    | 0                                                                       |                                                                         |

### Cricket
Brown era un eccellente fielder mancino ed un battitore lento.
Ha giocato nel Vere Technical e nel Boys' Town, oltre che nella nazionale giamaicana.